# Janówek (condado de Garwolin)
Janówek es un pueblo de Polonia, en Mazovia. Se encuentra en el distrito (Gmina) de Żelechów, perteneciente al condado (Powiat) de Garwolin. Se encuentra aproximadamente a 4 km al suroeste de Żelechów, 22 km al sureste de Garwolin, y a 78 km al sureste de Varsovia. Su población es de 153 habitantes. 
Entre 1975 y 1998 perteneció al voivodato de Siedlce.